# Николай Учиков
Николай Учиков е български волейболист национал, играещ на пост диагонал. Той е роден на 13 април 1986 в Пазарджик. Женен

## Клубна кариера
- 2003-2004 Локомотив (Пловдив)
- 2004-2009 ВК Левски Волей(София)
- 2009 Трентино Волей (Тренто, Италия)
- 2009 – 2010 Кавриаджо
- 2010 – 2011 Палаволо (Падова, Италия)
- 2011 – 2012 Палаволо Молфета
- 2012 – 2013 Трентино Волей(Тренто,Италия)
- 2013 – 2014 Тюмен(Тюмен, Русия)
- 2014 – 2017 УПЦН (Сан Хуан, Аржентина)
- 2018 - ПАОК (Солун, Гърция)
- 2019 - Нефтохимик 2010 (Бургас).
- 2019 – 2020 УПЦН (Сан Хуан, Аржентина)

## Отличия
- Tопреализатор на Серия А2 през сезон 2011/2012 година.
- Световен клубен шампион с Трентино Волей за 2012 г.
- Носител на купата на Гърция през 2018 с ПАОК (Солун)[2]
- Шампион на Бъргария с Нефтохимик 2010 за 2019 г.[3]